# Sela pri Šentjerneju
Sela pri Šentjerneju so naselje v Občini Šentjernej.